# Битва при Уэйкфилде
Битва при Уэйкфилде (англ. Battle of Wakefield) состоялась 30 декабря 1460 года в Уэйкфилде, Уэст-Йоркшир. Это была одна из ключевых битв войны Алой и Белой розы. С одной стороны выступала армия Ланкастеров, лояльных к пленному королю Генриху VI, королеве Маргарите Анжуйской и их малолетнему сыну Эдуарду, принцу Уэльскому, с другой находилась армия Ричарда, герцога Йоркского, также предъявлявшего права на трон.

## Предыстория
Дом Ланкастеров занял трон Англии в 1399 году, когда Генрих Болингброк, герцог Ланкастер, свергнул своего кузена, непопулярного короля Ричарда II, и был коронован как Генрих IV.
Внук Болингброка, Генрих VI, стал королём в 1422 году в возрасте всего лишь девяти месяцев. Он вырос бездарным правителем, и к тому же был подвержен приступам умопомешательства. Между регентами и советниками, правившими от имени Генриха, нарастали противоречия, особенно в том, что касалось ведения Столетней войны с Францией. К сороковым годам XV века сформировались две противоборствующие партии под предводительством соответственно Генри Бофорта, герцога Сомерсета, и Ричарда, герцога Йоркского, который был самым богатым землевладельцем в стране.

## Битва
21 декабря 1460 года армия Йорков прибыла в замок Сандал, находящийся недалеко от Уэйкфилда. Ричард послал за помощью к своему сыну Эдмунду, однако подкрепления ждать не стал. Вместо этого он покинул замок 30 декабря.
Йоркисты вышли из замка Сандал по нынешнему переулку Манигейтс к ланкастерцам, расположенным к северу от замка. Принято считать, что, когда Йорк вступал в бой с ланкастерцами с фронта, другие атаковали его с фланга и с тыла, отрезая его от замка.

## Последствия
В итоге армия Йорка была разбита, а сам он убит во время битвы. Его голова в бумажной короне была выставлена на всеобщее обозрение.